# Lockhart (Floryda)
Lockhart – jednostka osadnicza w Stanach Zjednoczonych, w stanie Floryda, w hrabstwie Orange.